# Hrdina

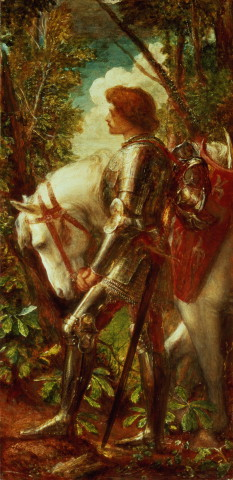
Sir Galahad, hrdina legendy o Artušovi, detail obrazu George Frederica Wattse

Hrdina či hrdinka pocházejí z řeckého ἣρως. V mytologii a folklóru je to archetyp důležitých postav, které ztělesňují klíčové rysy dané kultury. Hrdina má obvykle nadlidské schopnosti nebo idealizované charakterové vlastnosti, které mu umožňují chovat se neobyčejně a konat významné skutky („hrdinské skutky“), díky kterým se stane slavným.
Častým typem hrdiny v mytologii je kulturní hrdina, který vystupuje obvykle v mýtech o pořádku světa a lidstva. Kulturní hrdina je často božstvo (mezoamerický Quetzalcoatl), nebo potomek bohů (Prométheus), může jím však být i zvíře (např. pavouk Anansi v západní Africe, Kojot a Krkavec u Severoamerických indiánů a původních obyvatel Sibiře). V mýtech je zobrazován jako dobrodinec, který lidstvu opatří oheň, naučí je řemeslům či zemědělství, ustanovuje zákony apod. V některých případech (např. incký Maco Capac, čínský Fu xi) je zároveň prvním králem svého lidu.
Odlišný archetyp představuje hrdina-válečník, který bojuje proti zlu, reprezentovanému nestvůrami, démony či lidskými nepřáteli. I on může být potomek některého božstva (Héraklés, bratři Pánduovci), nebo jeho vtělením (Ráma). Obvykle vyniká nadpozemskou silou (Héraklés, Samson), je částečně nebo zcela nezranitelný (Achilles, Sigurd, Manas), může vlastnit nadpřirozeného (např. létajícího, nesmrtelného, mluvícího..) koně (Bellerofontés a Pegas, Rustam a Rachš, Ural Batyr a Akbuzat), magické zbraně (Sigurdův meč Balmung, Rámův luk), nebo jiné artefakty (Perseovy létající střevíce). Hrdinové tohoto typu často zahynou mladí, zpravidla tak, že nepřítel odhalí jejich slabinu (Achilles, Cú Chulainn, Sigurd, Soslan). V některých případech může tento typ hrdiny ztělesňovat žena (Brunhilda, Scathach, Atalanté, Debora). Podle Georgese Dumézila existují dva typy hrdiny-válečníka. První z nich je surový a krutý, často podléhá bojovému šílenství a chová se jako divoké zvíře (Héraklés, Bhíma, Cú Chulainn), druhý typ je ušlechtilý, rytířský, dbající na své povinnosti (Achilles, Ardžuna, Roland aj.)
Problematikou hrdiny se zabýval například Joseph Campbell, Otto Rank či Lord Raglan.